# Castell de Costauçan
El Castell de Costauçan és un antic castell, avui en dia arruïnat, els vestigis del qual es troben al municipi occità de Costauçan, al departament francès de l'Aude, a la regió administrativa d'Occitània.

## Història
El lloc del castell està ocupat des del 730, originàriament pels visigots. A partir del segle XI se cita un poble medieval, "Villam quae vocatur Constantium".

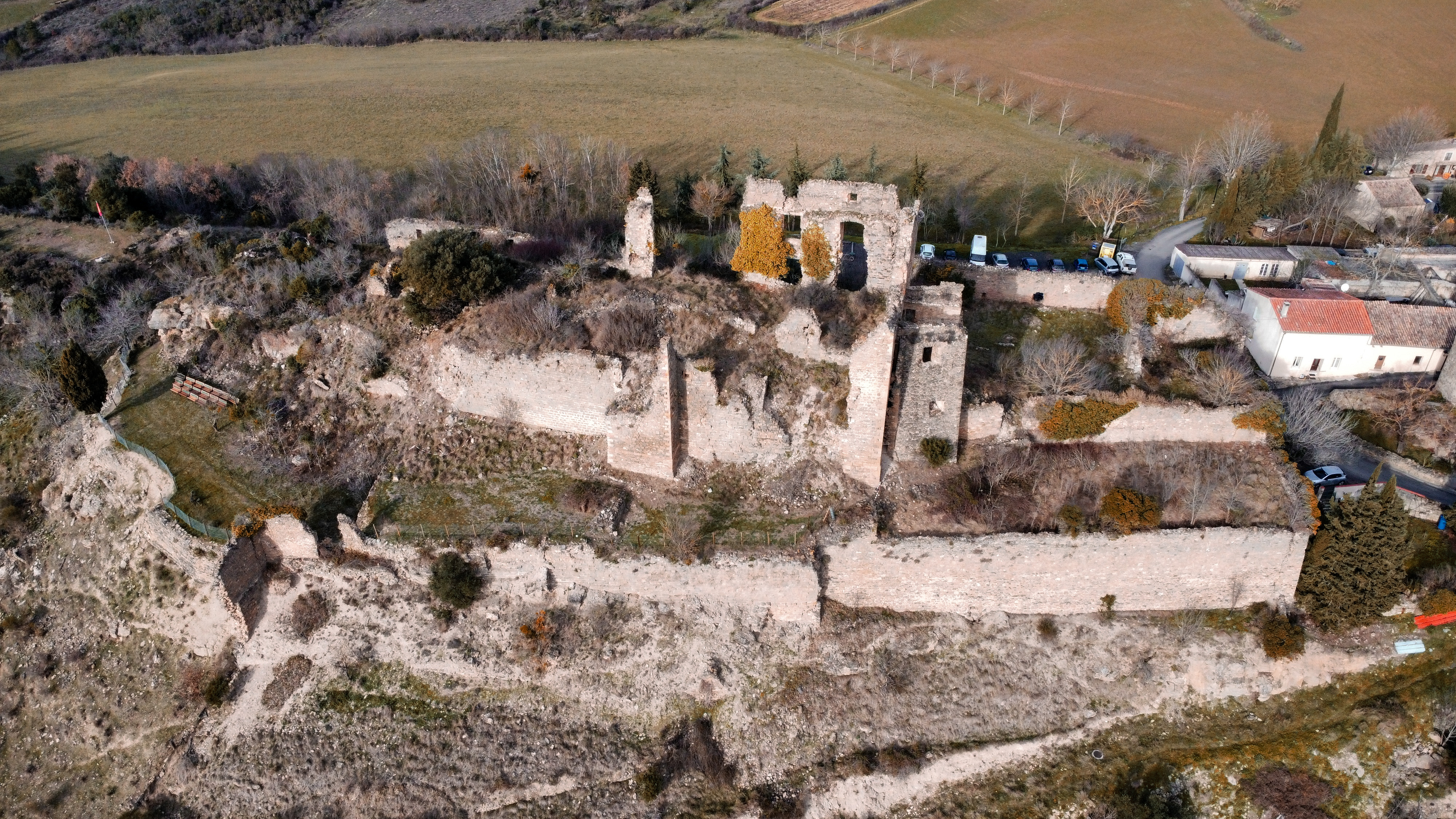
Vista aèria del Castell de Costauçan

Aquest poble fou llavors dotat d'un castrum, sota la directiva del poderós vescomte de Carcassona Ramon Ier Trencavell, en 1157, per tal de defensar la vall del Sals.
Aquest castell es posa sota les ordres d'un tal Pierre de Villar. El 1170, el rei d'Aragó, Alfons el Cast, que venia de pilar Rènnas del Castèl, es va apoderar també de Costauçan.
L'any 1210, quan la regió s'enfonsa en la croada albigesa, els croats, dirigits per Simó de Montfort, es van apoderar del castell, unit a la causa càtara, mentre que la majoria dels habitants van abandonnar el poble. Els ocupants del castell l'haurien abandonat gràcies a un subterrani que condueix prop del castell de Blanchefort.
Un any més tard, mentre Simó de Montfort era assetjat a Castèlnòu d'Arri, el senyor de Costauçan va decidir aixecar-se i alliberar les seves terres. No obstant això, després de la victòria del cap croat a Castèlnòu d'Arri, aquest darrer va tornar a Costauçan, va massacrar els habitants, va danyar molt el castell i va cremar el poble.
Aleshores, el senyor de Costauçan fou despullat dels seus drets sobre el domini, que fou ofert a la família de Montesquieu de Sault, també senyors de Ròcafòrt de Saut, i aliats dels croats.
Per donació del senescal de Carcassona, passa a continuació a Pere de Voisins; tinent de Simó de Montfort i senyor d'Arcas.
Al segle XVI, tot el castell va ser remodelat, transformant el poderós castell fortificat en una bella residència renaixentista.
Després de la Revolució Francesa, va ser adquirit per un mercader l'any 1803. Arran d'això, li van retirar les seves armadures en 1819, fet que va provocar la destrucció gradual de l'edifici mitjançant la recuperació de materials de construcció.
El castell de Costauçan està inscrit com a monument històric per decret del 10 d'abril de 1948. Les ruïnes no han estat restaurades des de llavors, i l'accés és prohibit.
L'actual propietari duu a terme un projecte de salvaguarda amb l'objectiu de salvar les ruïnes del castell. El recinte del castell es pot visitar.

## Descripció
El doble recinte fortificat del castell de Costauçan posseïa dues entrades, al sud amb un passatge voltat i equipat amb una simple porta, al nord per una poterna. Les grans llices permetien l'accés a l'interior. L'edifici tenia quatre torres quadrades i una talaia circular. El cos de logis senyorial es trobava al centre i servia també de donjon.